# Bankia sibirica
Bankia sibirica är en musselart som beskrevs av Roch 1934. Bankia sibirica ingår i släktet Bankia och familjen skeppsmaskar. Inga underarter finns listade i Catalogue of Life.